# Patagones (município)
Patagones é um partido (município) da província de Buenos Aires, na Argentina. Possuía, de acordo com estimativa de 2019, 31.856 habitantes.